# Frères Vesnine

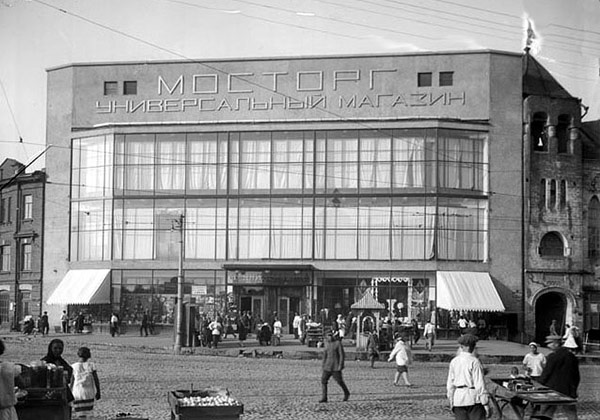
Grands magasins Mostorg, 1928

Les frères Vesnine sont trois frères russes, Léonid Vesnine (1880-1933), Viktor Vesnine (1882-1950) et Alexandre Vesnine (1883-1959), qui devinrent des têtes de proue de l'architecture constructiviste de ce pays dans les années 1920. 

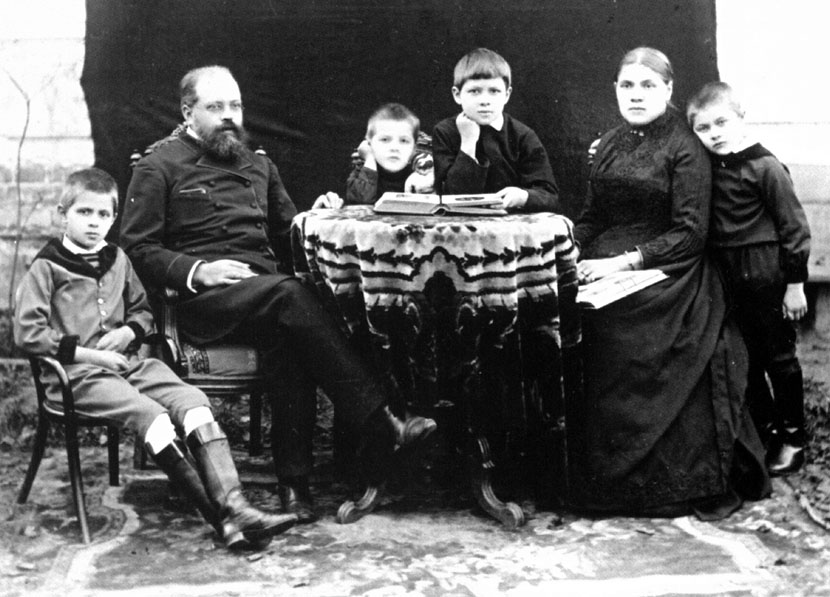
La famille Vesnine vers 1890. De gauche à droite:
Viktor Vesnine, Alexandre Vesnine (le père), Alexandre Vesnine, Léonid Vesnine, Yelizaveta Vesnina (la mère), Lidia Vesnina (sœur).